# Жълтокоремен зелен гълъб
Жълтокоремният зелен гълъб (Treron waalia) е вид птица от семейство Гълъбови (Columbidae).

## Разпространение и местообитание
Разпространен е в Бенин, Буркина Фасо, Гамбия, Гана, Гвинея, Гвинея-Бисау, Джибути, Еритрея, Етиопия, Йемен, Камерун, Кения, Демократична република Конго, Кот д'Ивоар, Мавритания, Мали, Нигер, Нигерия, Оман, Саудитска Арабия, Сенегал, Сомалия, Судан, Того, Уганда, Централноафриканската република, Чад и Южен Судан.